# میزوکی یوشیدا
میزوکی یوشیدا (吉田 美月喜 Yoshida Mizuki, زادهٔ ۱۰ مارس ۲۰۰۳) بازیگر اهل ژاپن است.

## فیلم‌شناسی

### مجموعه تلویزیونی
| سال  | عنوان                              | نقش               | توضیحات | منابع  |
| ---- | ---------------------------------- | ----------------- | ------- | ------ |
| ۲۰۲۰ | ما شنا نمی‌کنیم                     | فوجی‌ساوا یوری     |         | [ ۱ ]  |
| ۲۰۲۰ | آلیس در سرزمین مرزی                | آساهی             |         | [ ۲ ]  |
| ۲۰۲۰ | پاندا جهان را قضاوت می‌کند          | هیگاشیمایا کائه‌ده |         | [ ۳ ]  |
| ۲۰۲۰ | خاطرات شکار شغل                    | یاماگوچی سایا     | قسمت ۳  | [ ۴ ]  |
| ۲۰۲۱ | دراگون زاکورا                      | سّینو ریو          | فصل ۲   | [ ۵ ]  |
| ۲۰۲۱ | نمسیس                              | نیشینو آسومی      | قسمت ۴  | [ ۶ ]  |
| ۲۰۲۲ | زیپ! درام صبحگاهی: قبل از خداحافظی | واتارایی کیوکو    |         | [ ۷ ]  |
| ۲۰۲۲ | نومارو. دختران دبیرستان میناتوکو   | سایتو ماریکا      |         | [ ۸ ]  |
| ۲۰۲۳ | خانواده جنایت                      | ساساکی یومه       |         | [ ۹ ]  |
| ۲۰۲۴ | فیلم توت فرنگی من                  | ناکامورا چیکا     |         | [ ۱۰ ] |